# Ringisolator

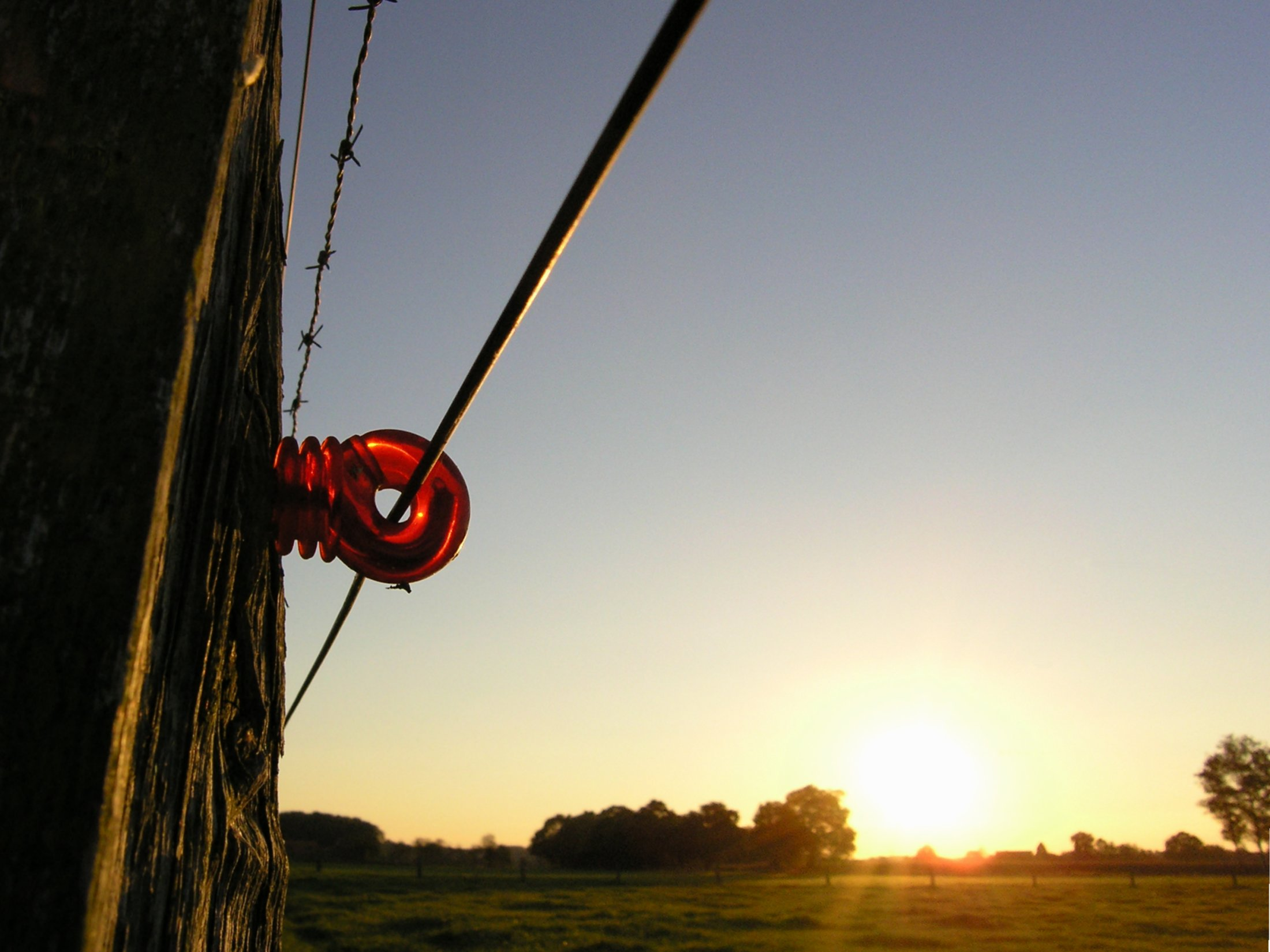
Ringisolator

En ringisolator är en kraftig isolator för användning i elstängsel.
Ringisolatorn består av en skruv med kraftiga gängor som skruvas in i en trästolpe. Ytterändan är gjord av plast och har formen av en ring, med en mindre öppning uppåt. Öppningen är diagonal för att inte tråden ska hoppa ut vid blåst eller om något djur forcerar stängslet.
En ringisolator är relativt dyr, men tål både intensiv frost och gassande solsken i många år. Med hjälp av en speciell hylsa kan man använda en batteridriven skruvdragare som hjälp att montera ringisolatorerna, vilket snabbar upp arbetet avsevärt.